# Dieter Martin Gruen
Dieter Martin Gruen (geboren als Dieter Martin Grünstein am 21. November 1922 in Walldorf, Deutsches Reich) ist ein US-amerikanischer Chemiker deutscher Herkunft.

## Leben
Dieter Martin Grünsteins Vater Josef Grünstein war Kantor und Lehrer in der kleinen jüdischen Gemeinde in Walldorf. Nach der Machtergreifung der Nationalsozialisten schickten die Eltern unter dem Druck der Judenverfolgung (siehe Nürnberger Gesetze) ihren älteren Sohn 1936 nach London und 1937 Dieter Martin zu Verwandten nach Little Rock, Arkansas, in die USA. Grünsteins Vater wurde 1938 bei den Novemberpogromen im Konzentrationslager Buchenwald inhaftiert. Die Familie kam 1939 in Chicago wieder zusammen.
Gruen, wie er sich jetzt nannte, studierte Chemie an der Northwestern University in Evanston (Illinois) und erlangte 1944 einen Bachelor of Science (B.Sc.). Er wurde 1944 Mitarbeiter im Manhattanprojekt in den Clinton Laboratories in Oak Ridge, wo angereichertes Uran für die ersten Atombomben gewonnen wurde. Gruen heiratete 1943 und bekam mit seiner Frau drei Kinder. Nach Kriegsende engagierte er sich in der Wissenschaftlergruppe „Oak Ridge Scientists and Engineers“, die sich gegen einen erneuten Einsatz von Atomwaffen wandte. Er erlangte 1947 an der University of Chicago einen Master of Science (M.Sc.) und wurde 1951 ebendort in Physikalischer Chemie mit einer Dissertation über den Magnetismus von Neptuniumverbindungen promoviert. 
Ab 1947 arbeitete Gruen im Argonne National Laboratory und war an der Entwicklung von Kernreaktoren zur Stromerzeugung beteiligt. Er wurde dort 1960 Gruppenleiter und 1982 Bereichsleiter. Er war US-amerikanischer Delegierter bei der Genfer Atomkonferenz 1958, bei der die Entwicklung von Fusionsreaktoren diskutiert wurde. Gastprofessuren führten ihn 1969 an die Hebräische Universität Jerusalem und 1973 an die Technische Universität in Trondheim. In seinem Ruhestand widmete Gruen sich der Weiterentwicklung der Nutzung der Solarenergie. Gruen publizierte über 400 wissenschaftliche Artikel, die einem Peer Review unterzogen wurden, und meldete 60 Patente an. Er wurde für die Vergabe der Presidential Medal of Freedom nominiert.

## Schriften (Auswahl)
- Marshall H. Mendelsohn; Dieter M. Gruen: Hydrogen absorption in YNi4Mn, an alloy with the cubic UNi5 structure, in: Journal of the Chemical Society, Chemical Communications, 1978.
- Dieter M. Gruen; Marshall H. Mendelsohn; Austin E. Dwight: The Titanium-Molybdenum-Hydrogen System: Isotope Effects, Thermodynamics, and Phase Changes, in: Robert Bau (Hrsg.): Transition metal hydrides : a symposium sponsored by the ACS Division of Inorganic Chemistry at the 2nd Joint Conference of the Chemical Institute of Canada and the American Chemical Society, Montreal, May 30-June 2, 1977. Washington, DC : American Chemical Society, 1978.